# Küçükyakalı, Şabanözü
Küçükyakalı là một xã thuộc huyện Şabanözü, tỉnh Çankırı, Thổ Nhĩ Kỳ. Dân số thời điểm năm 2010 là 272 người.